# Valse vijfvlek-sint-jansvlinder
De valse vijfvlek-sint-jansvlinder (Zygaena lonicerae) is een vlinder uit de familie van de bloeddrupjes (Zygaenidae). De wetenschappelijke naam van deze soort is voor het eerst voorgesteld als Sphinx lonicerae door Theodor Gottlieb von Scheven in een publicatie uit 1777. Deze soort lijkt zeer sterk op de vijfvlek-sint-jansvlinder (Zygaena trifolii).

## Verspreiding
De soort komt in vrijwel geheel Europa voor met uitzondering van IJsland, Nederland en Portugal. De valse vijfvlek-sint-jansvlinder komt verder nog voor in Siberië, Turkije en Iran. 
In België komt deze soort alleen voor in Wallonië en is daar zeer zeldzaam.

## Biologie
De soort overwintert als rups. In mei zijn de meeste rupsen volgroeid. De nog niet volgroeide rupsen overwinteren een tweede keer. De rupsen verpoppen zich in een langwerpige of spoelvormige, geelachtige of witte cocon op grassen en andere planten.
De vlinders vliegen van juni tot in augustus in één genereatie. Ze bezoeken bloemen van de geslachten Scabiosa, Knautia, Cirsium en Centaurea.

## Waardplanten
De rups leeft op soorten van de vlinderbloemenfamile (Fabaceae) waaronder:
- knollathyrus (Lathyrus linifolius) var. montanus
- veldlathyrus (Lathyrus pratensis)
- Zaailathyrus (Lathyrus sativus)
- gewone rolklaver (Lotus corniculatus)
- moerasrolklaver (Lotus pedunculatus)
- esparcette (Onobrychis viciifolia)
- bont kroonkruid (Securigera varia)
- alpenklaver (Trifolium alpestre)
- bochtige klaver (Trifolium medium)
- bergklaver (Trifolium montanum)
- rode klaver (Trifolium pratense)
- witte klaver (Trifolium repens)
- boswikke (Vicia sylvatica)

## Ondersoorten
- Zygaena lonicerae abbastumana Reiss, 1922
- Zygaena lonicerae alpiumgigas Verity, 1925
- Zygaena lonicerae centricaucasica Holik, 1939
- Zygaena lonicerae insularis Tremewan, 1960
- Zygaena lonicerae intermixta Verity, 1925
- Zygaena lonicerae jocelynae Tremewan, 1962
- Zygaena lonicerae kalkanensis Reiss, 1932
- Zygaena lonicerae kindermanni Oberthür, 1910
- Zygaena lonicerae latomarginata (Tutt, 1899)
- Zygaena lonicerae leonensis Tremewan, 1961
- Zygaena lonicerae linnei Reiss, 1922
- Zygaena lonicerae microdoxa Dujardin, 1965
- Zygaena lonicerae natolica Reiss, 1929
- Zygaena lonicerae pseudangelicae Hofmann, 2005
- Zygaena lonicerae silana Burgeff, 1914
- Zygaena lonicerae sinensis Hofmann, 2017
- Zygaena lonicerae tannuensis Viidalepp, 1979
- Zygaena lonicerae thurneri Holik, 1943
- Zygaena lonicerae vivax Verity, 1920